# Torbjørn Yggeseth
Torbjørn Yggeseth (ur. 18 czerwca 1934 w Asker, zm. 10 stycznia 2010 tamże) – norweski skoczek narciarski i działacz sportowy, twórca Pucharu Świata w skokach narciarskich. W 1964 zakończył karierę skoczka.
Zwyciężył w Turnieju Norweskim w 1959. Brał udział w igrzyskach olimpijskich w Squaw Valley, gdzie zajął 5. miejsce na dużej skoczni, jednak jego największym sukcesem jest dwukrotne zajęcie drugiego miejsce w klasyfikacji generalnej Turnieju Czterech Skoczni w edycjach 1962/1963 (wygrany konkurs w Bischofshofen) oraz 1963/1964 (wygrana w Oberstdorfie i 3. miejsce w Bischofshofen). W 1963 został wicemistrzem Norwegii w skokach na normalnej skoczni.
Na kongresie FIS w 1979 wystąpił z pomysłem organizacji Pucharu Świata w skokach narciarskich na wzór analogicznego Pucharu Świata w narciarstwie alpejskim, kongres zdecydował się wcielić tę koncepcję w życie. Był członkiem Komitetu Skoków Narciarskich FIS od 1975, a przewodniczącym od 1983. W 2004 sprzeciwił się udziałowi Anette Sagen i innych norweskich zawodniczek jako przedskoczkiń na skoczni Vikersundbakken wchodząc z nimi w konflikt. Zrezygnował ze stanowiska w tym samym roku, uzasadniając decyzję twierdził, że podjął ją już 4 lata wcześniej i nie ma ona nic wspólnego ze sporem dotyczącym kobiecych skoków.

## Igrzyska olimpijskie
- Indywidualnie
  - 1960 Squaw Valley (USA) – 5. miejsce (duża skocznia)